# Santo Amaro (São Roque do Pico)
Santo Amaro é uma freguesia portuguesa do município de São Roque do Pico, na ilha do Pico, Região Autónoma dos Açores, com 31,81 km² de área e 255 habitantes (censo de 2021). A sua densidade populacional é 8 hab./km².

## Descrição
Ao longo dos séculos esta freguesia foi, por tradição, o principal estaleiro naval dos Açores. De disformes e retorcidas peças de madeira, usando ancestrais técnicas de construção, artífices experientes fazem nascer elegantes botes, lanchas, traineiras e outras embarcações de pescas e transporte de passageiros.
Nesta freguesia existe a Escola Regional de Santo Amaro, que se localiza na Rua do Mar e se constitui num conjunto de três corpos edificados. Aqui localiza-se também a Escola de Artesanato de Santo Amaro que é em simultâneo uma escola de artesanato e núcleo expositivo do quotidiano rural.
Esta localidade tem como pontos elevados a Chã do Pelado e o Planalto da Achada.

## Demografia
A população registada nos censos foi:
| Distribuição da População por Grupos Etários | Distribuição da População por Grupos Etários | Distribuição da População por Grupos Etários | Distribuição da População por Grupos Etários | Distribuição da População por Grupos Etários |
| -------------------------------------------- | -------------------------------------------- | -------------------------------------------- | -------------------------------------------- | -------------------------------------------- |
| Ano                                          | 0-14 Anos                                    | 15-24 Anos                                   | 25-64 Anos                                   | > 65 Anos                                    |
| 2001                                         | 43                                           | 50                                           | 147                                          | 89                                           |
| 2011                                         | 19                                           | 26                                           | 161                                          | 82                                           |
| 2021                                         | 26                                           | 13                                           | 128                                          | 88                                           |

## Localidades
- Debaixo da Rocha
- Ponta de João Salino
- Portinho
- Santo Amaro
- Terra Alta
- Canto

## Património
Património arquitetónico referenciado no SIPA:
- Igreja de Santo Amaro
- Império do Divino Espírito Santo de Santo Amaro